# تومیسلاو اسمولجانویچ
تومیسلاو اسمولجانویچ (انگلیسی: Tomislav Smoljanović؛ ۱۵ ژوئیهٔ ۱۹۷۷ – ) قایقران روئینگ، و پزشک اهل کرواسی بود.
وی در مسابقات کشوری و بین‌المللی در مجموع برندهٔ ۲ مدال نقره، ۱ مدال برنز شده‌است.